# スカイ・ボルト
スカイ・マイケル・ボルト（Skye Michael Bolt, 1994年1月15日 - ）は、アメリカ合衆国ジョージア州アトランタ出身のプロ野球選手（外野手）。右投両打。MLBのアトランタ・ブレーブス傘下所属。

## 経歴

### プロ入り前
2012年のMLBドラフト26巡目（全体804位）でワシントン・ナショナルズから指名されたが、この時は契約せずにノースカロライナ大学チャペルヒル校へ進学した。大学では2013年に第39回日米大学野球選手権大会のメンバーとして来日している。

### プロ入りとアスレチックス時代
2015年のMLBドラフト4巡目（全体128位）でオークランド・アスレチックスから指名され、プロ入り。契約後、傘下のA-級バーモント・レイクモンスターズでプロデビュー。52試合に出場して打率.238、4本塁打、19打点、2盗塁を記録した。
2016年はA級ベロイト・スナッパーズでプレーし、101試合に出場して打率.231、5本塁打、37打点、10盗塁を記録した。
2017年はA+級ストックトン・ポーツでプレー。114試合に出場して打率.243、15本塁打、66打点、9盗塁を記録した。
2018年はA+級ストックトンとAA級ミッドランド・ロックハウンズでプレーし、2球団合計で124試合に出場して打率.260、19本塁打、69打点、19盗塁を記録した。オフにはアリゾナ・フォールリーグに参加し、メサ・ソーラーソックスに所属した。11月20日にはルール・ファイブ・ドラフトでの流出を防ぐために40人枠入りした。
2019年5月2日にメジャー初昇格を果たし、3日のピッツバーグ・パイレーツ戦でメジャーデビュー。この年メジャーでは5試合に出場して打率.100だった。
2020年は新型コロナウイルスの影響でマイナーリーグの試合が開催されず、メジャーにも昇格しなかったため、公式戦の出場は無かった。
2021年4月1日にDFAとなった。

### ジャイアンツ時代
2021年4月5日にウェイバー公示を経てサンフランシスコ・ジャイアンツへ移籍した。ジャイアンツでは2試合出場しただけで、4月30日にDFAとなった。

### アスレチックス復帰
2021年5月5日にウェイバー公示を経てアスレチックスへ移籍した。2022年オフの11月10日にFAとなった。

### ブルワーズ傘下時代
2023年1月28日にミルウォーキー・ブルワーズとマイナー契約を結び、同年のスプリングトレーニングに招待選手として参加することになった。（同日中にAAA級ナッシュビル・サウンズに配属）
しかし、メジャーに昇格することは無く、9月24日に自由契約となった。

### ブレーブス時代
2024年2月23日にアトランタ・ブレーブスとマイナー契約を結び、同日中にAAA級グウィネット・ストライパーズに配属された。

## 詳細情報

### 年度別打撃成績
| 年 度    | 球 団    | 試 合 | 打 席 | 打 数 | 得 点 | 安 打 | 二 塁 打 | 三 塁 打 | 本 塁 打 | 塁 打 | 打 点 | 盗 塁 | 盗 塁 死 | 犠 打 | 犠 飛 | 四 球 | 敬 遠 | 死 球 | 三 振 | 併 殺 打 | 打 率 | 出 塁 率 | 長 打 率 | O P S |
| -------- | -------- | ----- | ----- | ----- | ----- | ----- | -------- | -------- | -------- | ----- | ----- | ----- | -------- | ----- | ----- | ----- | ----- | ----- | ----- | -------- | ----- | -------- | -------- | ----- |
| 2019     | OAK      | 5     | 11    | 10    | 1     | 1     | 1        | 0        | 0        | 2     | 0     | 0     | 0        | 0     | 0     | 1     | 0     | 0     | 3     | 0        | .100  | .182     | .200     | .382  |
| 2021     | SF       | 2     | 1     | 1     | 0     | 0     | 0        | 0        | 0        | 0     | 0     | 0     | 0        | 0     | 0     | 0     | 0     | 0     | 1     | 0        | .000  | .000     | .000     | .000  |
| 2021     | OAK      | 32    | 59    | 56    | 5     | 5     | 1        | 0        | 1        | 9     | 4     | 2     | 0        | 2     | 0     | 1     | 0     | 0     | 14    | 0        | .089  | .105     | .161     | .266  |
| '21計    | OAK      | 34    | 60    | 57    | 5     | 5     | 1        | 0        | 1        | 9     | 4     | 2     | 0        | 2     | 0     | 1     | 0     | 0     | 15    | 0        | .088  | .103     | .158     | .261  |
| 2022     | OAK      | 42    | 116   | 106   | 10    | 21    | 2        | 0        | 4        | 35    | 13    | 5     | 0        | 0     | 1     | 7     | 0     | 2     | 30    | 1        | .198  | .259     | .330     | .589  |
| MLB：3年 | MLB：3年 | 81    | 187   | 173   | 16    | 27    | 4        | 0        | 5        | 46    | 17    | 7     | 0        | 2     | 1     | 9     | 0     | 2     | 48    | 1        | .156  | .205     | .266     | .471  |

- 2022年度シーズン終了時

### 背番号
- 49（2019年、2021年6月2日 - 同年終了）
- 65（2021年 - 同年4月29日）
- 11（2022年）

### 代表歴
- 第39回日米大学野球選手権大会アメリカ合衆国代表（2013年）